# 1. brigada divizije »Venezia«
Za druge 1. brigade glejte 1. brigada.
1. brigada divizije »Venezia«  je bila brigada v sestavi Narodnoosvobodilne vojske in partizanskih odredov Jugoslavije in ki je delovala med drugo svetovno vojno na področju Kraljevine Jugoslavije.